# 九八式柄付手榴弾

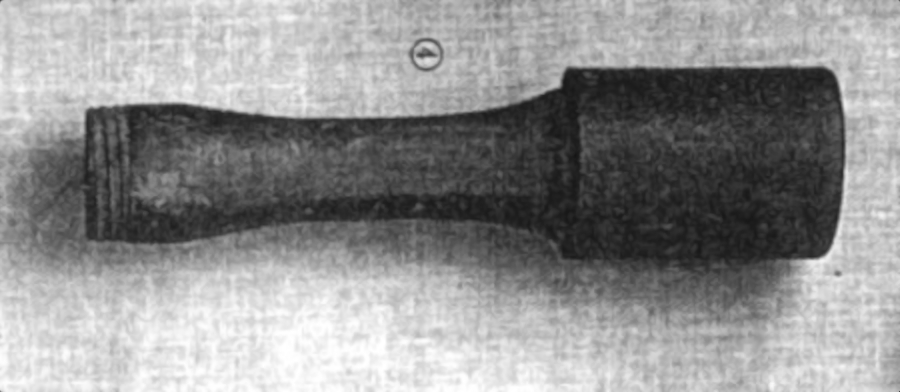
九八式柄付手榴弾

九八式柄付手榴弾（きゅうはちしきえつきてりゅうだん）は1939年（昭和14年）に日本陸軍で開発された手榴弾である。投擲に際して内部のヒモを強く引き、摩擦発火させてから投げるものであった。

## 概要

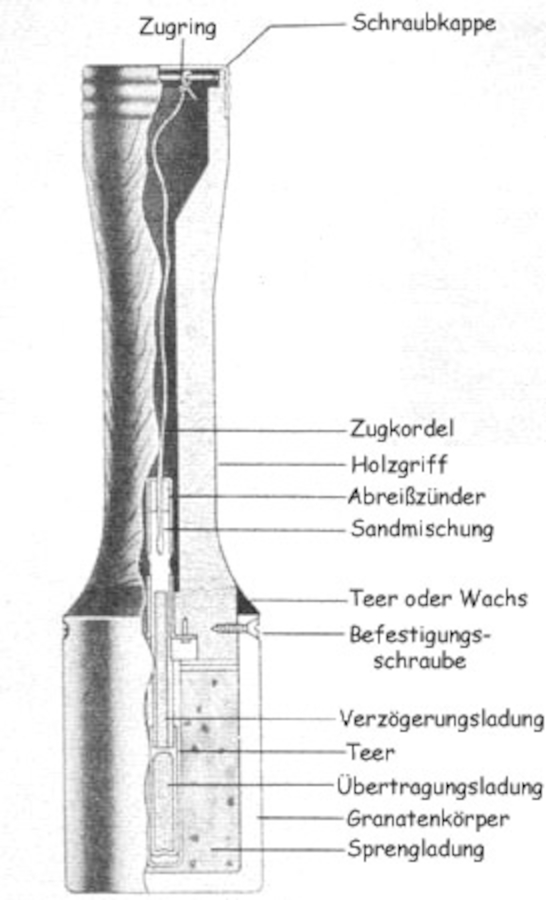
九八式柄付手榴弾、構造図

日本陸軍はかねてから手榴弾の調査を行っており、大正10年、臨時軍事調査委員月報の『第一次大戦における兵器上の観察』の中では、ドイツ軍が使用した柄付曳火手榴弾に触れ「構造上の参考とするに足るもの」と評価していた。
九八式柄付手榴弾には甲・乙の二種が設けられており、甲は新造されたものである。乙は旧来の壺型手榴弾の弾体を転用したものである。乙の生産は壺型手榴弾の在庫限りとして新造されることは無かった。甲乙とも木製の柄に鋳鉄製の弾体を接続したものである。柄の内部はくりぬかれて摩擦発火式の門管および起爆筒を収め、門管からは引索が伸び、索はさらに環へとつながっている。門管には点火剤と摩擦式の発火剤がつけられており、環と引索によってこの発火剤を急速に引き抜くと摩擦発火が生じ、導火線に着火する。4秒後に火が起爆筒に達すると黄色薬を爆発させる。柄の先頭部は防湿のため、座板をつけた蓋によって密閉されている。蓋は使用直前に外すこととされ、外したまま移動する事は極めて危険であるとされた。使用しない際には蓋は必ず元に戻す。
- 甲は全備重量560g、曳火信管、信管秒時4秒。炸薬に被包式圧搾黄色薬を78g詰めた。弾帯直径50mm、柄を含め弾体長202mm。威力半径は7m[3]。
- 乙は全備重量530g、曳火信管、信管秒時4秒。炸薬に被包式圧搾黄色薬を使用したが薬量は30g。弾帯直径45mm、弾体長207.4mm。威力半径約3m[4]。

昭和13年6月には歩兵学校にて九七式手榴弾と柄付手榴弾を比較し、投擲、携行しやすさ、保管などに各種利害があるものの、両方とも量産が決定された。攻撃用には重量約300g程度の手榴弾が適当であるともされている。この後にも柄付手榴弾は防御用もしくは後方部隊用が適当とする意見が出されたが、会議ではなお試験と研究が必要と判断されている。昭和13年12月の近接戦闘兵器研究委員中支派遣者報告では、本手榴弾は携行が不便で攻撃用として不利であるとされ、正式採用の必要は無いと評価された。
九八式柄付手榴弾は1939年（昭和14年）～1940年（昭和15年）の間、中国大陸に展開していた関東軍を中心に配備が続けられ、太平洋戦争末期には本土決戦に備えて各地の防衛部隊に対しても配備された。
欠点として、マッチ式発火装置を持つ試製九八式柄付手榴弾は貯蔵中に発火機能が劣化する傾向があった。また弾薬箱の内部で弾体が錆びる、木製の柄にカビが生じる、門管の環が錆びるなどが認められた。発火試験の結果、摩擦材の塗りが甘く不発、引き抜き抗力過大で引索が切れるなど、昭和14年8月以前の製造品に問題があると認められた。不発比率は昭和15年10月製造で15%、昭和15年3月製造で10%である。
製造数は以下のような数量が記録に残されている。大阪砲兵工廠においては昭和13年度に試製九八式柄付手榴弾甲を95580発。昭和14年度に220万3800発。また平壌兵器製造所が甲を昭和13年に34万発、昭和14年に60万発製造した。
甲乙とも携行のため箱が用意された。一箱に20発入りとし、重量18.5kg。容積は0.036立方m。箱は草色に塗られてカモフラージュされた。
2015年になり、コンゴ民主共和国において武器密輸の摘発が行なわれた際に、入手経路不明の九八式柄付手榴弾が押収された。

## 使用
昭和14年3月の陸軍歩兵学校による『手榴弾教育の参考』によれば以下のように投げる。柄付手榴弾はまず左手で柄を持つ。右手で柄先頭部の安全蓋を開ける。右手小指か中指で内部の環を引き出し、指に通す。指を曲げて輪を保持し、右手に柄を持ち直して投擲する。